# Julius Mägiste
Julius Mägiste, till 1922 Julius Mälson född i Kudina i Estland 19 december 1900, död i Lund 11 mars 1978 var en estnisk språkforskare som efter andra världskriget var verksam i Sverige.

## Verksamhet i Estland
Julius Mägiste deltog i Estniska frihetskriget 1919. Han studerade vid Tartu universitet från 1919, avlade examen i östersjöfinska språk 1923, och var stipendiat vid Tartu universitet 1923–1926. Mägiste disputerade för filosofie doktorsgraden 1928 med avhandlingen oi-, ei-deminutiivid läänemeresoome keelis (oi-, ei-diminutiver i östersjöfinska språk). Från 1929 var han tillförordnad professor och 1932–1944 professor i östersjöfinska språk vid Tartu universitet. Vid Sovjetunionens andra ockupation av Estland 1944 blev han flykting först i Tyskland och sedan i Sverige.

## Verksamhet i Sverige
I maj 1946 kom Julius Mägiste till Lund. 1947 satte han igång undervisning i finsk‐ugriska språk vid universitetet. På Mägistes initiativ bildades ett finsk-ugriskt seminarium med tillhörande bibliotek, vilket i sinom tid utvecklades till en fullvärdig universitetsinstitution, Finsk-ugriska institutionen vid Lunds universitet 1977. Från 1950 till pensionen 1967 (enligt annan källa 1969) var han docent i finsk‐ugriska språk i Lund.  1970 tilläts han, ehuru exilest, att vara hedersgäst vid Internationella finsk-ugriska kongressen i det ockuperade Reval.

## Verk
Julius Mägiste författade mer än 450 vetenskapliga arbeten. Hans största verk torde vara:
- Estnisches etymologisches Wörterbuch, 12 band, Helsingfors 1983. (Postumt utgiven och färdigställd av professor Alo Raun.)
- Soome-eesti sõnaraamat (Finsk‐estnisk ordbok), Dorpat 1931.